# 9 ديسمبر
- السبت
- الأحد
- الاثنين
- الثلاثاء
- الأربعاء
- الخميس
- الجمعة

- 298 جمادى الآخرة 1447  هـ
- 309 جمادى الآخرة 1447  هـ
- 110 جمادى الآخرة 1447  هـ
- 211 جمادى الآخرة 1447  هـ
- 312 جمادى الآخرة 1447  هـ
- 413 جمادى الآخرة 1447  هـ
- 514 جمادى الآخرة 1447  هـ
- 615 جمادى الآخرة 1447  هـ
- 716 جمادى الآخرة 1447  هـ
- 817 جمادى الآخرة 1447  هـ
- 918 جمادى الآخرة 1447  هـ
- 1019 جمادى الآخرة 1447  هـ
- 1120 جمادى الآخرة 1447  هـ
- 1221 جمادى الآخرة 1447  هـ
- 1322 جمادى الآخرة 1447  هـ
- 1423 جمادى الآخرة 1447  هـ
- 1524 جمادى الآخرة 1447  هـ
- 1625 جمادى الآخرة 1447  هـ
- 1726 جمادى الآخرة 1447  هـ
- 1827 جمادى الآخرة 1447  هـ
- 1928 جمادى الآخرة 1447  هـ
- 2029 جمادى الآخرة 1447  هـ
- 211 رجب 1447  هـ
- 222 رجب 1447  هـ
- 233 رجب 1447  هـ
- 244 رجب 1447  هـ
- 255 رجب 1447  هـ
- 266 رجب 1447  هـ
- 277 رجب 1447  هـ
- 288 رجب 1447  هـ
- 299 رجب 1447  هـ
- 3010 رجب 1447  هـ
- 3111 رجب 1447  هـ
- 112 رجب 1447  هـ
- 213 رجب 1447  هـ

9 ديسمبر أو 9 كانون الأوَّل أو يوم 9 \ 12 (اليوم التاسع من الشهر الثاني عشر) هو اليوم الثالث والأربعين بعد الثلاثمائة (343) من السنة، أو الرابع والأربعين بعد الثلاثمائة (344) في السنوات الكبيسة، وفقًا للتقويم الميلادي الغربي (الغريغوري). يبقى بعده 22 يومًا على انتهاء السنة.

## أحداث
- 480 - أودواكر، جندي ورجل دولة من خلفية بربرية، يخلع الطفل الإمبراطور رومولوس أوغستولوس ويصبح أول ملك لإيطاليا. يعتبر خلع أوداكر لرومولوس تقليديا إيذانا بنهاية الإمبراطورية الرومانية الغربية وكذلك روما القديمة.
- 536 - القائد البيزنطي بيليساريوس يدخل روما دون معارضة خلال الحرب القوطية، والحامية القوطية تهرب من العاصمة.
- 914 - ذكا الأعور يدخل مصر على رأس جيش العباسيين مرسلًا من الخليفة أبي الفضل جعفر المقتدر بالله وذلك لرد خطر الفاطميين عن الديار المصرية.
- 1917 - المملكة المتحدة تحتل القدس أثناء الحرب العالمية الأولى.
- 1947 - مجلس الأمن التابع للأمم المتحدة يصدر قرارًا بتدويل القدس.
- 1949 - صدور قرار الأمم المتحدة رقم 303 بإعادة تأكيد وضع القدس تحت نظام دولي دائم.
- 1961 - انتهاء محاكمة النازي أدولف إيخمان في إسرائيل، حيث أدين بارتكاب جرائم حرب وجرائم ضد الإنسانية تجاه اليهود.
- 1975 - تأسيس دار الشؤون الثقافية العامة في بغداد، وهي دار طباعة ونشر حكومية.
- 1982 - انفجار في مكتب تابع لشركة الخطوط الجوية الكويتية في أثينا يؤدي إلى وقوع خسائر مادية.
- 1987 -
  - أعضاء السوق الأوروبية يوقعون على معاهدة ماستريخت للوحدة الاقتصادية والنقدية.
  - تونس تعيد علاقاتها مع مصر.
- 2009 - ملك الأردن عبد الله الثاني بن الحسين يعين سمير زيد الرفاعي رئيسًا للوزراء خلفًا لنادر الذهبي.
- 2015 - بدء أعمال القمة الخليجية السادسة والثلاثين في الرياض.
- 2016 - الإعلان عن سحب الثقة عن الرئيسة الكورية باك غن هي على خلفية تورطها في فضيحة فساد سياسي أدى الكشف عنها إلى مظاهرات شعبية ضخمة في البلاد، وانتقال السلطة إلى رئيس الورزاء هوانج كيو آن.
- 2017 - رئيس الوزراء العراقي حيدر العبادي يعلن انتهاء الحرب على داعش في العراق وتحرير كافة الأراضي العِراقية.
- 2019 - ثوران بركان الجزيرة البيضاء في نيوزيلندا، مخلفًا ستة قتلى على الأقل وإصابة آخرين.

## مواليد
- 1594 - غوستاف الثاني أدولف، ملك السويد.
- 1608 - جون ميلتون، شاعر إنجليزي.
- 1842 - بيوتر كروبوتكين، عالم جغرافيا روسي.
- 1868 - فريتز هابر، عالم كيمياء ألماني حاصل على جائزة نوبل في الكيمياء عام 1918.
- 1901 - أودون فون هورفات، كاتب مجري.
- 1916 - كيرك دوغلاس، ممثل أمريكي.
- 1917 - جيمس رينوتر، عالم فيزياء أمريكي حاصل على جائزة نوبل في الفيزياء عام 1975.
- 1919 - ويليام ليبسكوم، عالم كيمياء أمريكي حاصل على جائزة نوبل في الكيمياء عام 1976.
- 1920 - كارلو أزيليو تشامبي، رئيس إيطاليا العشرون.
- 1926 - هنري كيندال، عالم فيزياء أمريكي حاصل على جائزة نوبل في الفيزياء عام 1990.
- 1934 - جودي دينش، ممثلة إنجليزية.
- 1946 - سونيا غاندي، سياسية هندية وزوجة رئيس الوزراء الهندي راجيف غاندي.
- 1953 - جون مالكوفيتش، ممثل أمريكي.
- 1962 - فيليستي هوفمان، ممثلة أمريكية.
- 1967 - جورجي بوبسكو، لاعب كرة قدم روماني.
- 1969 - بيسنتي ليزارازو، لاعب كرة قدم فرنسي.
- 1972 -
  - ريكو ايلزورث، ممثلة أمريكية.
  - فابريس سانتورو، لاعب كرة مضرب فرنسي.
- 1974 - راحت فتح علي خان، مغني باكستاني.
- 1978 -
  - غاستون غاوديو، لاعب كرة مضرب أرجنتيني.
  - جيسي متكالف، ممثل أمريكي.
- 1981 -
  - أميرة محمد، ممثلة بحرينية.
  - ماردي فيش، لاعب كرة مضرب أمريكي.
- 1983 - داريوس دودكا، لاعب كرة قدم بولندي.
- 1991 - تشوي من هو، مغني كوري جنوبي.

## وفيات
- 1204 - إلياس بن جامع الإربلي، عالم مسلم وشاعر عربي عراقي.
- 1916 - ناتسومه صوسيكي، روائي ياباني.
- 1937 - غوستاف دالين، عالم فيزياء سويدي حاز على جائزة نوبل في الفيزياء عام 1912.
- 1939 - أبو الخير الجندي، شاعر وسياسي سوري.
- 1945 - ألفريد لوكاس، كيميائي بريطاني عمل في مقبرة توت عنخ آمون.
- 1946 - شكيب أرسلان، كاتب وأديب ومفكر لبناني.
- 1971 -
  - رالف بنش، دبلوماسي أمريكي حاصل على جائزة نوبل للسلام عام 1950.
  - ملا مرشد، معلم كويتي وصاحب مدرسة أهلية.
- 1986 - مساعد بن عبد الرحمن بن فيصل آل سعود، أمير سعودي.
- 1992 - يحيى حقي، كاتب روائي مصري.
- 1996 - كرم مطاوع، ممثل ومخرج مصري.
- 2001 - محمد عبد العاطي، جندي مصري لقب بصائد الدبابات.
- 2006 - عطية صقر، فقيه مصري.
- 2009 - عثمان جوريو، شاعر ومقاوم مغربي.
- 2012 -
  - باتريك مور، عالم فلك بريطاني.
  - جيني ريفيرا، مغنية وممثلة أمريكية.
- 2016 - عبد الواحد زكي راضي، قارئ مصري.
- 2018 - تاج الدين نوفل، شاعر وكاتب وباحث ومقدم برامج مصري.

## أعياد ومناسبات
- عيد الاستقلال في تنزانيا.
- عيد الجيش في بيرو.
- اليوم العالمي لمكافحة الفساد.

## وصلات خارجية
- وكالة الأنباء القطريَّة: حدث في مثل هذا اليوم.
- النيويورك تايمز: حدث في مثل هذا اليوم.
- BBC: حدث في مثل هذا اليوم.